# Moulins-sur-Ouanne
Moulins-sur-Ouanne è un comune francese di 303 abitanti situato nel dipartimento della Yonne nella regione della Borgogna-Franca Contea.

## Società

### Evoluzione demografica
Abitanti censiti